# Allocosa subparva
Allocosa subparva är en spindelart som beskrevs av Charles Denton Dondale och James H. Redner 1983. Allocosa subparva ingår i släktet Allocosa och familjen vargspindlar. Inga underarter finns listade i Catalogue of Life.